# Austromordella niveosuturalis
Austromordella niveosuturalis is een keversoort uit de familie spartelkevers (Mordellidae). De soort is voor het eerst wetenschappelijk beschreven door Lea.